# Damnatz
Damnatz là một đô thị của huyện Lüchow-Dannenberg, bang Niedersachsen, Đức. Đô thị này có diện tích 16,25 km².